# Bärbel Jungmeier
Bärbel Jungmeier (nascida em 8 de julho de 1975) é uma ex-atleta austríaca que competia no ciclismo de montanha e estrada.

## Carreira
Jungmeier competiu nos Jogos Olímpicos de Verão de 2004 em Atenas, terminando em décimo quarto lugar na corrida de cross-country feminino. Competiu na edição de 2006 do Campeonato Mundial UCI de Ciclismo em Estrada.